# Grylloblattodea
Grylloblattodea је мала група ситних, секундарно бескрилних, крилатих инсеката, сродних ухолажама. Настањују терестричне екосистеме попут шумске стеље или земљиште испод камења, пећине или вулканске пукотине. Често се сматра да могу да преживе веома ниске температуре, али показано је да већ на -8 ° трпе физиолошки стрес. Географско распрострањење овог реда обухвата Северну Хемисферу.

## Морфолошке карактеристике
Врсте ове групе инсеката меканог су тела, дугачке 2-3 cm, активне током ноћи те имају редуковане очи, док оцеле потпуно одсуствују. Усни апарат је за грицкање, а хране се најчешће омниворно. Антене су дугачке и танке.
Први грудни сегмент (проторакс) је највећи. Последњи грудни сегмент (метаторакс) поседује гребен, који се не налази код других група инсеката. Грудни сегменти не носе крила код савремених представника реда. Ноге почињу издуженим коксама, а завршавају се тарзусима изграђеним из пет сегмената.
Трбушни део (абдомен) изграђен је од 11 сегмената, који се завршавају дугим еластичним церцима (наставцима). Први абдоминални стернум карактерише се еверзибилном кесом. Женке поседују легалицу, а мушки полни органи су асиметрични што узрокује обавезан прилаз женки са десне стране приликом парења.

## Филогенија и систематика реда
Група Grylloblattodea поседује низ примитивних карактеристика за ортоптероидне редове (групу Polyneoptera). Припадници Grylloblattodea се стога често сматрају „живим фосилима" међу инсектима. Највероватније је ова група сродна са ухолажама (ред Dermaptera), о чему сведоче поједини морфолошки и молекуларни карактери. Обе групе поседују прогнатну главу без оцела. Сличност постоји и са базалним представницима Dictyoptera у томе да су кукови (coxae) ногу издужени. Међутим, највероватнија афилијација је са групом Mantophasmatodea, са којом се обједињују у ред Notoptera.
Еволуциона историја реда је сиромашна или богата зависно од тога где се поставе границе реду. Поједини аутори сматрају све фосилне налазе базалних правокрилаца (група „Protorthoptera") припадницима групе Grylloblattodea. Оваквим приступом, ред је богат изумрлим врстама и изнедрио је филогенетски све савремене редове у оквиру Polyneoptera. Други аутори сматрају да је диверзитет и изумрлих Grylloblattodea мали, слично савременом, и да су ретки представници који се могу са правом сврстати у овај подред. Како било, сви изумрли представници су поседовали крила за разлику од савремених врста. Изумрле фамилије које се од стране свих аутора сврставају у овај ред су Blattogryllidae и Megakhosaridae из Јуре, као и Tillyardembiidae из Перма. Губитак крила се вероватно десио у Креди или раном Терцијару.
Grylloblattodea (ред или подред) обухвата само једну савремену фамилију, Grylloblattidae, са пет родова. Укупан број описаних врста је 26. Претпоставља се да је ред много обимнији, само да није довољно истражен, нити су пронађене све врсте услед специфичности њихових станишта.